# 팜필리궁

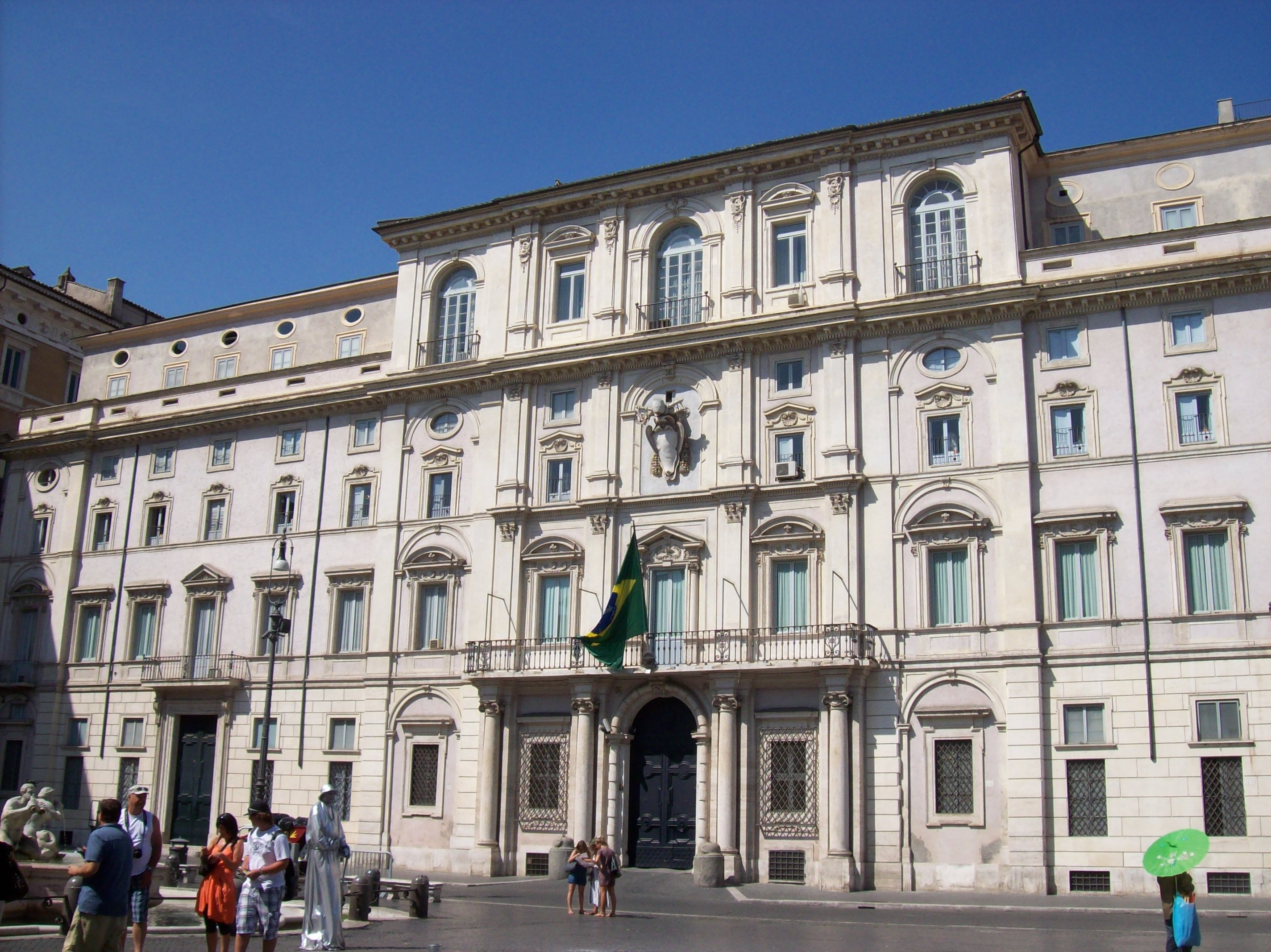
팜필리궁

팜필리궁(이탈리아어: Palazzo Pamphilj)은 이탈리아 로마에 있는 궁전이다. 1920년 이래로 이 궁전은 이탈리아 주재 브라질 대사관으로 사용되고 있다. 1960년 10월, 브라질의 소유가 되었다. 옥상 테라스는 대중에게 개방되어 있으며, 로마 전망을 볼 수 있는 레스토랑과 바가 있으며, 이탈리아 오페라를 특징으로 하는 콘서트가 자주 열린다.